# Jordan Maxwell
Jordan Maxwell, pseudoniem van Russell Joseph Pine (Pensacola, 28 december 1940  –  23. maart 2022), was een Amerikaanse schrijver-onderzoeker, die zich bezighoudt met theologie, geheime genootschappen, etymologie en occultisme.

## Biografie
Maxwell wordt gezien als een grote naam binnen de wereld van 'complottheoretici' en diende als voorbeeld voor verschillende auteurs en onderzoekers binnen het gebied, onder wie Michael Tsarion en David Icke.
Maxwell was drie jaar redacteur bij Truth Seeker Magazine, maakte documentaires voor CBS TV Network en presenteerde zijn eigen radioprogramma onder de vlag van ABC.
Een van de stokpaardjes van Maxwell, naast symboliek en woordduiding, is de zogenaamde 'astro-theologie' (niet door hem bedacht), een theorie die stelt dat religies gebaseerd zijn op astronomische gebeurtenissen.
Zo zou het verhaal van Jezus (geboorte, kruisiging, wederopstanding, de twaalf apostelen), net als vele andere geloven in de wereld, gebaseerd zijn op het geloof van de zonnegod Horus. Maxwell betoogt dat al deze geloven gelijkenissen aan de cultus van Horus vertonen, hoe miniem soms ook.